# نام‌گذاری جنگ داخلی آمریکا

جنگ داخلی (۱۸۶۱–۱۸۶۵) و ایالات ۱۸۶۰–۱۸۷۰
ایالات اتحاد Union Territories ایالات ائتلافیه مناطق ائتلاف

 جنگ داخلی آمریکا از ۱۸۶۱ تابحال به نام‌های متعددی خوانده شده‌است. این نام‌های بیانگر حساسیتهای سیاسی، تاریخی و فرهنگی گروهها و مناطق مختلف هستند.
رایج‌ترین نام در استفاده کنونی در آمریکا "جنگ داخلی" است. گرچه لفظ "جنگ بین ایالات" به ندرت در جریان جنگ بکار می‌رفت پس از آن در جنوب ایالات متحده رایج شد. در طی و بلافاصله پس از جنگ؛ نیروهای شمالی، از لفظ "جنگ بلوا"، و ایالات جنوبی از معادل "جنگ برای استقلال جنوب" استفاده می‌کردند. آخری در اواخر قرن بیستم دوباره تا حدی رایج شد ولی دوباره از کاربرد افتاد. دیگر الفاظ دیدگاهی جهت دار تر را دارند نظیر جنگ تجاوز شمال که برخی جنوبیها بکارش می‌برند. یا جنگ آزادی که همتایان سیاهشان برای اشاره به اثر جنگ بر پایان برده داری استفاده می‌کنند. در برخی زبانهای دیگر جنگ تجزیه هم خوانده می‌شود.